# Thrakattak
Thrakattak (skrevet med konsonanterne i versal THRaKaTTaK på albumcoveret) er et livealbum af bandet King Crimson udgivet i 1996. 
Albummet indeholder optagelser af bandets turné "Thrak" i USA og Japan.

## Indhold
Alle kompositioner skrevet af Adrian Belew, Bill Bruford, Robert Fripp, Trey Gunn, Tony Levin og Pat Mastelotto.
1. "Thrak" – 2:20
Indspillet på:
Longacre Theatre, Manhattan, New York City, USA, 21. november 1995
2. "Fearless and Highly Thrakked" – 6:35
Indspillet på:
Longacre Theatre, Manhattan, New York City, New York, United States, 20 November 1995
Longacre Theatre, Manhattan, New York City, New York, United States, 21 November 1995
3. "Mother Hold the Candle Steady While I Shave the Chicken's Lip" – 11:18
Indspillet på:
Nagoya Shimin Kaikan, Nagoya, Aichi, Japan, 8. oktober 1995
Hitomi Kinen Kōdō, Tokyo, Japan, 10. oktober 1995
Omiya Sonic Hall, Saitama, Saitama, Japan, 12. oktober 1995
4. "Thrakattak (Part I)" – 3:42
Indspillet på:
Koseinenkin Kaikan Hall, Tokyo, Japan, 2 oktober 1995
Koseinenkin Kaikan Hall, Tokyo, Japan, 3 oktober 1995
Festival Hall, Kita-ku, Osaka, Japan, 9 oktober 1995
5. "The Slaughter of the Innocents" – 8:03
Indspillet på:
Koseinenkin Kaikan Hall, Tokyo, Japan, 14 October 1995
Paramount Theater, Springfield, Massachusetts, United States, 17 november 1995
Mahaffey Theater, St. Petersburg, Florida, United States, 8 November 1995
Roxy Theatre, Atlanta, Georgia, United States, 11 November 1995
6. "This Night Wounds Time" – 11:16
Indspillet på:
Tupperware Convention Center, Kissimmee, Florida, United States, 9 november 1995
Longacre Theatre, Manhattan, New York City, New York, United States, 22 november 1995
Longacre Theatre, Manhattan, New York City, New York, United States, 24 november 1995
Longacre Theatre, Manhattan, New York City, New York, United States, 25 november 1995
Palace Theatre, Columbus, Ohio, United States, 27 november 1995
Rosemont Theatre, Rosemont, Cook County, Chicago, Illinois, United States, 29 november 1995
7. "Thrakattak (Part II)" – 11:08
Indspillet på:
Auditorium Theatre, Rochester, Monroe County, New York, United States, 16 november 1995
Longacre Theatre, Manhattan, New York City, New York, United States, 22 november 1995
Longacre Theatre, Manhattan, New York City, New York, United States, 25 november 1995
Rosemont Theatre, Rosemont, Cook County, Chicago, Illinois, United States, 29 november 1995
8. "Thrak (Reprise)" – 2:52
Indspillet på:
Nakano Sun Plaza, Nakano, Tokyo, Japan, 5. oktober 1995
Longacre Theatre, Manhattan, New York City, New York, United States, 20 november 1995

## Medvirkende
- Robert Fripp – guitar, mellotron
- Adrian Belew – guitar
- Tony Levin – el-bas, Chapman Stick, Ned Steinberger upright bass
- Trey Gunn – Warr Guitar
- Bill Bruford – trommer, percussion
- Pat Mastelotto – trommer, percussion